# Bärnreuth (Bad Berneck im Fichtelgebirge)
Bärnreuth ist ein Gemeindeteil der Stadt Bad Berneck im Fichtelgebirge im Landkreis Bayreuth (Oberfranken, Bayern). Die Gemarkung Bärnreuth hat eine Fläche von 5,449 km². Sie ist in 586 Flurstücke aufgeteilt, die eine durchschnittliche Fläche von 9298,71 m² haben. In ihr liegt neben dem namensgebenden Ort der Gemeindeteil Heinersreuth.

## Geografie
Das Dorf liegt auf einem Höhenzug am westlichen Rand des Fichtelgebirges. Es entspringt dort der Bärnreuther Graben, ein linker Zufluss der Ölschnitz. Eine Gemeindeverbindungsstraße führt nach Bad Berneck zur Kreisstraße BT 48 (1,3 km westlich) bzw. nach Heinersreuth (2,1 km nordöstlich).

## Geschichte
Der Ort wurde im Jahr 1317 als „Bernreut“ erstmals urkundlich erwähnt. Das Bestimmungswort des Ortsnamens ist der Personenname Bero, das Grundwort ist -reuth. 1536 gab es 20 Anwesen; sie waren teils dem Kloster Himmelkron, teils der Herren von Hirschberg lehenspflichtig. gehörte das Gut dem Kloster Speinshart, 1691 brannte der Ort total ab. Im selben Jahr ließ Wilhelm Heinrich von Wallenroth zu Streitau ein Schloss errichten.
Gegen Ende des 18. Jahrhunderts bestand Bärnreuth aus 21 Anwesen. Die Hochgerichtsbarkeit stand dem bayreuthischen Stadtvogteiamt Berneck zu. Die Dorf- und Gemeindeherrschaft hatte das Kastenamt Gefrees. Grundherren waren
- das Kastenamt Gefrees: 5 Halbhöfe, 5 Söldengüter, 1 Tropfhäuslein;
- die Hofkanzlei Bayreuth: 1 Söldengut, 1 Gütlein;
- das Stiftskastenamt Himmelkron: 4 Sölden, 1 geringe Sölde;
- der bischöfliche Lehenhof Bamberg: 1 Hof, 1 Sölde;
- die Pfarrei Berneck: 1 Söldengut.[7]

Von 1797 bis 1810 unterstand Bärnreuth dem Justiz- und Kammeramt Gefrees. Nachdem im Jahr 1810 das Königreich Bayern das Fürstentum Bayreuth käuflich erworben hatte, wurde der Ort bayerisch. Infolge des Ersten Gemeindeedikts wurde Bärnreuth dem 1812 gebildeten Steuerdistrikt Berneck zugewiesen. Zugleich entstand die Ruralgemeinde Bärnreuth. Sie war in Verwaltung und Gerichtsbarkeit dem Landgericht Gefrees zugeordnet und in der Finanzverwaltung dem Rentamt Gefrees. Mit dem Zweiten Gemeindeedikt (1818) wurde die Gemeinde Heinersreuth eingegliedert. 1840 wurde die Gemeinde Bärnreuth an das Landgericht Berneck und an das Rentamt Marktschorgast überwiesen (1919 in Finanzamt Marktschorgast umbenannt). Ab 1862 gehörte Bärnreuth zum Bezirksamt Berneck. Die Gerichtsbarkeit blieb beim Landgericht Berneck (1879 in Amtsgericht Berneck umgewandelt). 1929 wurde die Gemeinde schließlich an das Bezirksamt Bayreuth (1939 in Landkreis Bayreuth umbenannt) und das Finanzamt Bayreuth abgegeben. Die Gemeinde hatte 1964 eine Gebietsfläche von 5,445 km². Im Zuge der Gebietsreform in Bayern wurde die Gemeinde Bärnreuth am 1. Januar 1971 in Bad Berneck im Fichtelgebirge eingegliedert.

### Baudenkmäler
- Haus Nr. 12: Wappenrelief

### Einwohnerentwicklung
Gemeinde Bärnreuth
| Jahr      | 1818  | 1840   | 1852   | 1855   | 1861   | 1867   | 1871   | 1875   | 1880   | 1885   | 1890   | 1895   | 1900   | 1905   | 1910   | 1919   | 1925   | 1933   | 1939   | 1946   | 1950   | 1952   | 1961  | 1970   |
| Einwohner | 212   | 267    | 230    | 231    | 238    | 243    | 248    | 270    | 278    | 253    | 237    | 227    | 222    | 224    | 221    | 220    | 220    | 196    | 194    | 251    | 296    | 259    | 231   | 218    |
| Häuser    | 31    |        |        |        |        |        | 33     |        |        | 34     | 35     |        | 36     |        |        |        | 42     |        |        |        | 40     |        | 43    |        |
| Quelle    | [ 8 ] | [ 13 ] | [ 13 ] | [ 13 ] | [ 14 ] | [ 15 ] | [ 16 ] | [ 17 ] | [ 18 ] | [ 19 ] | [ 20 ] | [ 13 ] | [ 21 ] | [ 13 ] | [ 22 ] | [ 13 ] | [ 23 ] | [ 24 ] | [ 24 ] | [ 24 ] | [ 25 ] | [ 24 ] | [ 9 ] | [ 26 ] |

Ort Bärnreuth
| Jahr      | 001818 | 001819 | 001861 | 001871 | 001885 | 001900 | 001925 | 001950 | 001961 | 001970 | 001987 |
| Einwohner | 150    | 137    | 177    | 178    | 190    | 172    | 165    | 233    | 194    | 197    | 202    |
| Häuser    | 24     |        |        |        | 26     | 28     | 34     | 33     | 36     |        | 62     |
| Quelle    | [ 8 ]  | [ 27 ] | [ 14 ] | [ 16 ] | [ 19 ] | [ 21 ] | [ 23 ] | [ 25 ] | [ 9 ]  | [ 26 ] | [ 1 ]  |

## Religion
Bärnreuth ist seit der Reformation evangelisch-lutherisch geprägt und bis heute nach (Bad) Berneck gepfarrt.